# Liparis grandiflora
Liparis grandiflora är en orkidéart som beskrevs av Henry Nicholas Ridley. Liparis grandiflora ingår i släktet gulyxnen, och familjen orkidéer. Inga underarter finns listade i Catalogue of Life.